# Izumo no Okuni

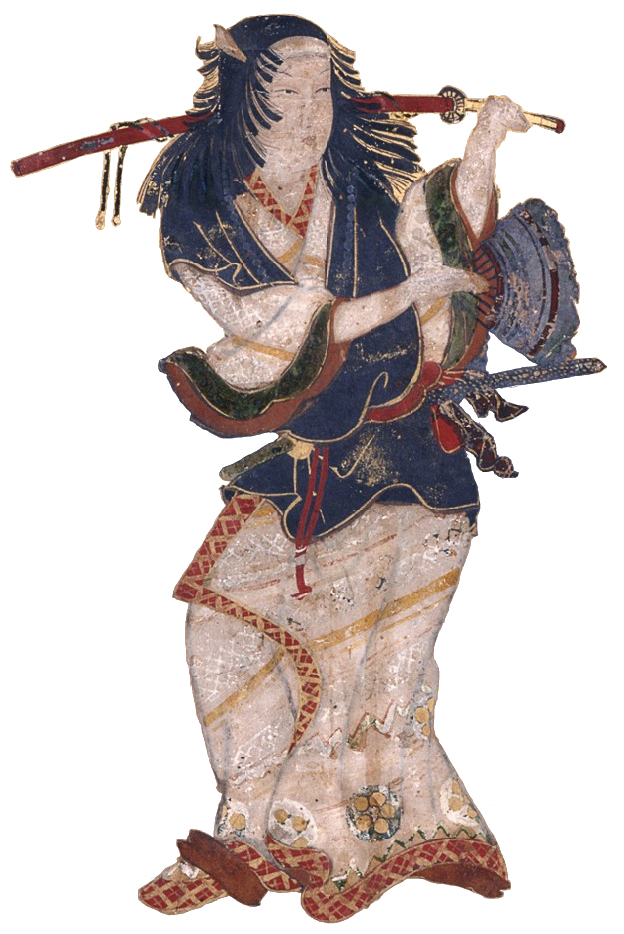
Undatiertes Porträt von Okuni in der Rolle eines Samurai

Okuni (japanisch 出雲阿国; geboren um 1572 in Izumo; gestorben um 1610) war eine japanische Künstlerin. Über ihr Leben sagen die sehr wenigen erhaltenen zeitgenössischen Dokumente kaum Näheres. Sie wuchs wahrscheinlich in Izumo auf und soll am dortigen Schrein als Miko durch Tänze aufgefallen sein. Später lebte sie in Kyōto, wo sie eigenwillige Tanztheater-Stücke aufführte, die das Publikum als Kabuki bezeichnete. Okuni gilt daher als Erfinderin dieser Theaterform, wobei sie sich von mehreren bereits existierenden Gattungen inspirieren ließ. Sie und später auch ihre Ensembles wurden in Japan schnell beliebt und reisten bis ungefähr 1610 durchs Land. Danach verlieren sich ihre Spuren.

## Frühe Jahre
Okuni wurde mutmaßlich gegen 1572 in Izumo geboren, einem Ort in der gleichnamigen japanischen Provinz. Ihr Vater soll dort als Schmied gearbeitet haben, andere Familienmitglieder am Izumo-Taisha, einem Shintō-Schrein. Okuni fing angeblich als Jugendliche dort als Miko an, eine Priesterin, die Zeremonien zu Ehren von Shintō-Gottheiten vollzieht. Sie soll während ihrer Rituale oft religiöse Tänze dargeboten haben, was Einheimischen gut gefiel. Deshalb sei sie in verschiedene Orte im ganzen Land geschickt worden, um mit ihren Tänzen, wie es damals für Mitarbeiter der Schreine üblich war, Spenden für den Izumo-Taisha zu sammeln. So kam sie Ende des 16. Jahrhunderts in die damalige Hauptstadt Kyōto.
Dort begann Okuni angeblich, in trockenen Flussbetten des Kamo den nembutsu odori zu tanzen. Mit diesem Tanz wurde ursprünglich dem Amitabha gehuldigt, einem transzendenten Buddha. Den Tanz gab es bereits seit dem neunten Jahrhundert, allerdings hatte er zu Okunis Zeit seine religiöse Bedeutung weitestgehend verloren und sich im Laufe der Jahre zu einem weltlichen Volkstanz entwickelt. Okunis Version war unüblich lasziv, was sie bald zu einer beliebten Künstlerin Kyōtos machte. Deswegen blieb sie dort. Der Aufforderung, zu ihrem Schrein zurückzukehren, habe sie sich widersetzt, ihm aber regelmäßig Geld geschickt. Allerdings gehen einige Historiker davon aus, dass Okuni nicht den nembutsu, sondern einen anderen odori (Überbegriff für japanische Volkstänze) tanzte. Als wahrscheinlich gilt der furyū, ein weiterer Oberbegriff. Damit wurden Tänze bezeichnet, bei denen die Künstler aufwendige Kostüme trugen. Zudem nannte Okuni laut den wenigen erhaltenen zeitgenössischen Berichten über sie ihre Kunst zeitweise yayako odori. Das war vermutlich eine gegen 1592 von odori-Tänzerinnen erfundene Mischung zweier verschiedener Kunststile, des kouta odori und der Theaterkomik Kyōgen. Eine Gruppe kostümierter Mädchen oder junger Frauen tanzte zu einem langsamen Lied den kouta, danach führten Kyōgen-Darsteller Sketche auf. Allerdings bestand beim yayako zwischen Tanz und komischem Schauspiel keine Verbindung.

## Theaterkarriere und Einfluss auf das Genre

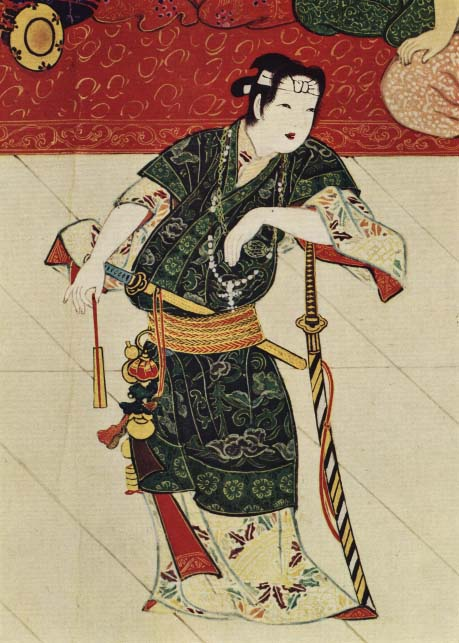
Okuni in ihrer Rolle als Kabukimono

Anfang des 17. Jahrhunderts setzte Okuni ihre Vorführungen in Kyōto fort, unter anderem am Kitano Tenman-gū. Sie soll dabei Männerkleidung wie das zeremonielle Gewand von Shintō-Priestern und die für Daimyōs typischen Brokat-Hosen und Felljacken, aber auch feminine Kleider wie Kimonos getragen haben. Dazu sang sie, tanzte weiterhin die freizügigen odori und führte selbst erdachte Sketche über die Arbeit von Priestern, Verabredungen in Teehäusern sowie Treffen zwischen Freiern und Prostituierten auf. Das Publikum bezeichnete diese Aufführungen als kabuki oder auch okuni kabuki. Das Wort kabuki stand damals generell für alles Ungewöhnliche, beispielsweise die kabukimono, die Okuni oft imitiert haben soll. Das waren Samurai, die sich zu Banden zusammenschlossen und durch grelle Kleidung, unübliche Bärte und Frisuren, eine pathetische Sprechweise, verzierte Katanas sowie Straftaten wie Schlägereien, Raubüberfälle und Morde Aufsehen erregten.
Aus diesem Grund gilt Okuni als Erfinderin des Kabuki, das Gesangs-, Schauspiel- und Tanzeinlagen miteinander verbindet. Das okuni kabuki war nicht vollkommen innovativ, weswegen ihre Rolle als Erfinderin einer neuen Theaterform unter Historikern umstritten ist. Lange vor ihrer Ankunft in Kyōto gab es Darstellerinnen, die in Theatergruppen durchs Land zogen, Männerkleidung trugen, odori in ihrem Repertoire hatten oder erotische Elemente in ihre Aufführungen einbauten. Zudem war die Handlung von Okunis Geistergeschichten, in denen die Geister auf die Erde zurückgeholt, von einem Priester unterhalten und anschließend in die Unterwelt zurückgeschickt wurden, ein klassischer Tropus im traditionellen Tanztheater Nō. Okuni habe allerdings basierend auf ihren Erfahrungen mit dem furyū und yayako odori durch das Kombinieren verschiedener Kunststile sowie eigene kreative Ergänzungen entscheidend dazu beigetragen, aus dem Kabuki eine populäre, eigenständige Theaterform zu machen. So standen bei ihr Elemente des Kyōgen mit den Volkstänzen in direkter Verbindung, indem die männlichen Figuren im Teehaus odori tanzten. Mit den lasziven odori wurden zudem die Geister unterhalten, deren Szenen ebenfalls oft im Teehaus spielten. Übliche Schauplätze solcher Handlungen im Nō waren abgelegene Waldstellen oder verlassene Strände, zudem handelte es sich bei Okunis Verstorbenen um Männer aus dem einfachen Volk. Einer davon war Nagoya Sansaburō, der sich in ihren Stücken selbst als Geist spielte und mit dem von ihr verkörperten Priester tanzte. Nagoya war daneben angeblich Okunis Liebhaber und Mitbegründer des Kabuki.

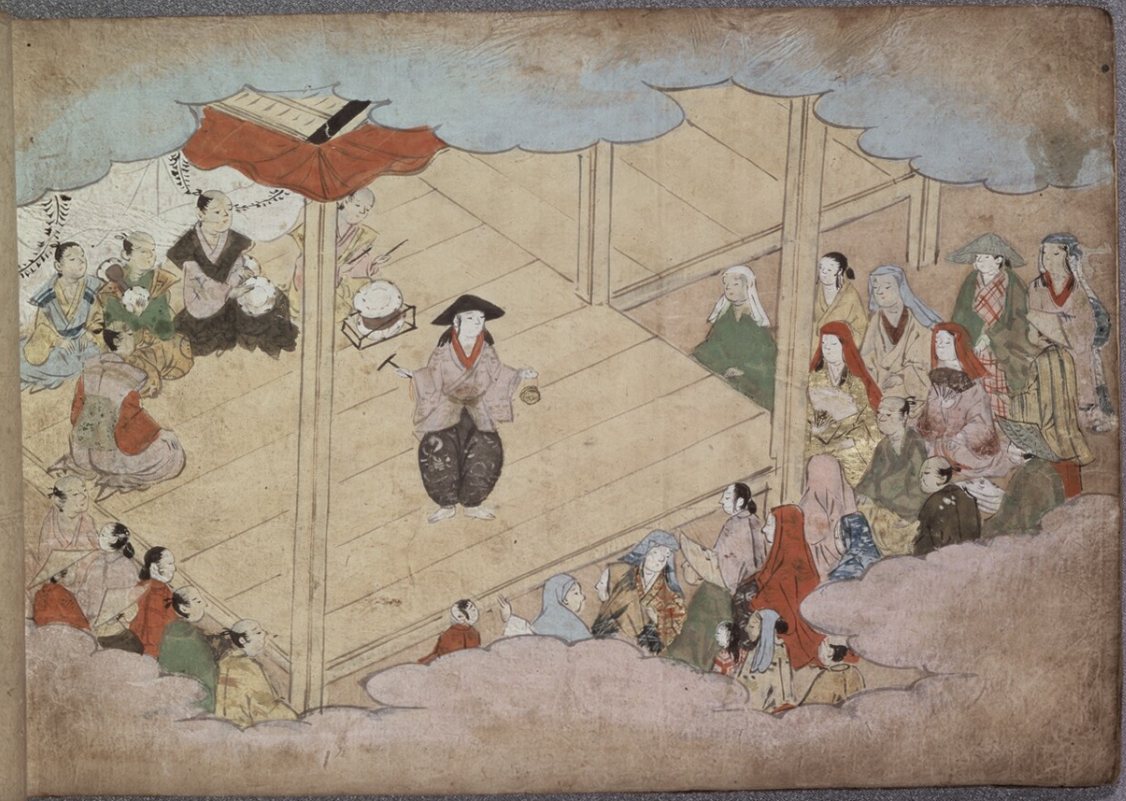
Zeitgenössische Darstellung einer Okuni-Aufführung

Laut den zeitgenössischen Berichten über Okuni gründete sie ungefähr 1603 eine zunächst rein weibliche Schauspieltruppe. Die Frauen waren gesellschaftliche Außenseiterinnen, vor allem Prostituierte, denen Okuni Gesang, Schauspiel und Tanz beibrachte. Die Popularität der durchs ganze Land reisenden Gruppe wuchs stetig, unter anderem dank ihrer Aufführungen am Kaiserlichen Hof von Kyōto, die bei den dort Lebenden beliebt waren. So verbreiteten sich in Japan schnell rein weibliche Theatertruppen, deren Kunst als onna kabuki („Frauen-/Mädchenkabuki“) bezeichnet wurde. Einige Jahre darauf soll Okuni auch Männer aufgenommen haben. Okuni sowie ihre Darsteller und Darstellerinnen übernahmen regelmäßig Rollen des jeweils anderen Geschlechts. Dieser „Geschlechtertausch“ gilt als weiterer Grund für ihren Erfolg, da im Nō Männer zwar ebenfalls Frauen darstellten, dabei aber im Gegensatz zu Okuni nicht auf eine authentische Imitation achteten. Zudem seien die Gesänge sowie Tänze von Okunis Truppe im Vergleich zum Nō schlichter, lockerer und kokett gewesen. Diese Unterschiede habe das Publikum als völlig außergewöhnlich wahrgenommen und fasziniert betrachtet.

## Lebensende
Um 1610 zog sich Okuni aus dem Kabuki zurück. In keinen Dokumenten fanden sich Hinweise auf ihren Verbleib. Deswegen wird angenommen, dass sie zu dieser Zeit starb. 1629 erließ der Shōgun Tokugawa Iemitsu ein Verbot von Schauspielerinnen im Kabuki, da ihm deren freizügige Tänze missfielen. Zudem kam es oft zu Streitigkeiten zwischen Zuschauern, die um die Gunst der Darstellerinnen buhlten. Daraufhin wurden alle Figuren von jungen Männern dargestellt. Woraus sich wakashu kabuki entwickelte, das sich von Okunis Kabuki unter anderem durch andere Tanzstile unterschied. Das wakashu wurde allerdings nach Tokugawas Tod 1652 ebenfalls verboten, weil viele Darsteller homosexuelle Prostituierte waren. Die darauffolgenden Kabuki-Variationen wurden nur noch von älteren Männern aufgeführt.

## Würdigungen
1969 veröffentlichte die Schriftstellerin Sawako Ariyoshi ihren Roman Izumo no Okuni. Die fiktionalisierte Biografie über Okuni erschien erstmals von 1967 bis 1969 als Feuilletonroman in der japanischen Frauenzeitschrift Fujin Kōron. 2006 wurde das Buch vom Sender NHK als Miniserie verfilmt, die Hauptrolle übernahm Rei Kikukawa.
2003 wurde in Kyōto eine Statue enthüllt, die Okuni mit Katana und Fächer zeigt. Sie steht in direkter Nähe zum Kamo, ihrer Hauptwirkungsstätte. Im selben Jahr verewigte die Japan Post Okuni auf einer Briefmarke.
Im August 2021 zollte die US-amerikanische Dragqueen Sasha Velour in der Videoserie Faces of Drag zehn „Pionieren der Drag-Weltgeschichte“ ihren Tribut. Zu den mit Pappmaché-Masken Porträtierten gehörte neben Kunstschaffenden wie Barbette, Coccinelle und Mei Lanfang unter anderem auch Okuni.